# Іспанські Філіппінці
Іспанські філіппінці — етнічні групи, які ведуть свій родовід до іспанських мігрантів з Іспанії або Мексики, які влаштувалися на Філіппінах протягом 18 до 20 століття.

## Передісторія
Іспанська філіппінець — це будь-який громадянин або житель Філіппін, має іспанське походження. Вони представлені на всіх рівнях філіппінського суспільства та інтегровані політично й економічно, в приватному і державному секторах.
Іспанська філіппінців присутні протягом декількох комерції та бізнесу на Філіппінах і в кількох джерелах, оцінка компаній, які становлять значну частину філіппінської економіки належить іспанській філіппінців як Міжнародний Контейнерний термінал Сервісіз Інк., Маніла Води, Вбудований Мікро-Електроніки, Інк., Аяла Земля, Ynchausti р-Компанья, Аяла корпорації, Aboitiz & компанія, Союз банк Філіппін, ANSCOR, Банк Філіппінських островів, Глобус Телекому, курортний готель і казино Solaire, до імені, але кілька.

## Демографія
Передісторія.
Термін "іспаномовні" в широкому сенсі відноситься до людей, націй і культур, які мають історичний зв'язок з Іспанією. Вона зазвичай застосовується до країн, що колись входили до складу іспанської імперії, особливо до країн Латинської Америки, Філіппін, Екваторіальної Гвінеї та іспанській Сахарі. Іспанська культура і іспанська мова є основними традиціями.

#### Іспанські Філіппіни.
Між 1565 і 1898 роками латиноамериканці з Латинської Америки та Іспанії плавали на Філіппінські острови й назад. Це сприяло асиміляції латиноамериканців в повсякденне суспільство. Згідно з дослідженням, проведеним в 1818 році відомим німецьким етнологом Федором  під назвою "колишні Філіппіни ОЧИМА ІНОЗЕМЦІВ", не менше третини жителів острова Лусон були нащадками іспанців, змішаних з різним ступенем Південноамериканського, китайського та індійського походження, і переважна більшість військовослужбовців тоді мали латиноамериканське походження.

## Історія
Іспанські Філіппіни — це історія Філіппін 1521 по 1898 рік. Вона починається з прибуття в 1521 році Європейського дослідника Фердинанда Магеллана до Іспанії, що сповістило період, коли Філіппіни були заморською провінцією Іспанії, і закінчується з початком іспано-американської війни 1898 року.

## Іспанська Ост-Індія
Іспанська Ост-Індія (Indias orientales españolas) була іспанською територією в Азіатсько-Тихоокеанському регіоні з 1565 по 1899 рік. Вони включали Філіппінські острови, Гуам та Маріанські острови, Каролінські острови (Палау і Федеративні Штати Мікронезії) і протягом деякого часу частині Формоза (Тайвань) і Молуккських островів (Індонезія). Себу був першим місцем перебування уряду, пізніше перенесений у Манілу. З 1565 по 1821 рік ці території разом з іспанської Вест-Індією управлялися через віцекоролівство Нової Іспанії, розташоване в Мехіко.

## Генерал-капітан Філіппін
Капітанство генерал Філіппін (іспанська: Capitanía General de las Filipinas; філіппінський: Kapitanyang Heneral ng Pilipinas) був адміністративним районом Іспанської імперії. Генерал-капітанство охоплювало іспанську Ост-Індію, яка охоплювала сучасну країну Філіппіни й різні тихоокеанські острівні володіння, такі як Каролінські острови й Гуам. Він був заснований в 1565 році з першими постійними іспанськими поселеннями.
Протягом століть всі політичні й економічні аспекти капітанства перебували у віданні віцекоролівства Нової Іспанії, в той час, як адміністративні питання повинні були вирішуватися іспанською короною або радою Індії через королівську аудієнцію Маніли. Однак у 1821 році, після того, як Мексика стала незалежною державою, весь контроль був переданий Мадриду.

## Мова
В Азії Філіппіни, колишня іспанська заморська провінція, були єдиним суверенною державою, що представляють іспанську мову. Іспанська мова була мовою Франка країни з початку іспанського панування в кінці 1500-х років до першої половини 20 століття. Вона мала офіційний статус протягом майже половини тисячоліття, перш ніж була понижена до факультативної мови в 1987 році. Однак іспанська мова все ще залишалася дуже важливою мовою аж до середини 20 століття, але несприятливі обставини призвели до його поступового занепаду протягом десятиліть. Попри те, що він поки ще не використовується переважно у повсякденному житті й на ньому говорить непропорційно велике число населення, групи об'єднуються, щоб відродити мову і зробити його обов'язковим предметом у школах, а величезний попит на іспаномовних в колл-центрі та аутсорсингових галузях бізнес-процесів привів до його пожвавлення і попиту. Заняття в Інституті Сервантеса завжди переповнені через цей економічний феномен.

## Філіппінський іспанська
Філіппінський іспанська (іспанська: Español Filipino, Castellano Filipino) - це іспанський діалект і варіант іспанської мови, на якій говорять на Філіппінах. Філіппінський іспанська дуже схожий на мексиканський іспанська, тому що мексиканці й латиноамериканці емігрували в іспанську Ост-Індію (Філіппіни) протягом багатьох років. На ньому говорять в основному іспанські філіппінці.

## Чавакано
Чавакано або Чабакано [tßaßaˈkano] - це іспанський креольська мова, на якій говорять на Філіппінах. Слово Chabacano походить від іспанського, що означає "поганий смак", "вульгарний", для мови Чавакано, розвиненого в Кавите-Сіті, Тернате, Замбоанге й Ермите. Він також походить від слова чавано, придуманого народом Замбоангеньо.
Були розроблені шість різних діалектів: Zamboangueño в місті Замбоанга, Davaoeño Zamboangueño / Castellano Abakay в місті Давао, Ternateño в Тернате, Cavite, Caviteño в місті Кавите, Cotabateño в місті Котабато й Ermiteño в Ермите.
Чавакано — єдиний іспанський Креол в Азії. Він існує вже понад 400 років, що робить його одним з найстаріших креольських мов у світі. Серед філіппінських мов це єдина не австронезійська мова, але, як і малайсько-полінезійські мови, він використовує редуплікацію.